# Самокат (сервис доставки)
«Самока́т» — российский сервис заказа продуктов питания и товаров для дома с доставкой из дарксторов. Основан в Санкт-Петербурге в 2017 году и стал первым в стране сервисом доставки из дарксторов.
Крупнейший сервис в Европе по числу дарксторов (2000 точек по состоянию на май 2024 года), первый в России по числу заказов (35 % всех доставок в России на сентябрь 2022 года по данным Data Insight). По итогам 2023 года сервис нарастил оборот более чем в два раза и впервые стал ритейлером № 1 на рынке e-grocery (согласно данным InfoLine e-grocery Russia TOP № 4 2023). В 2024 году продолжил лидировать на рынке e-grocery.

## История
«Самокат» создали в Санкт-Петербурге в 2017 году предприниматели Родион Шишков и Вячеслав Бочаров. Шишков, в прошлом директор по инновациям в Yota, возглавлял центр НИОКР Yota Lab, запускал онлайн-кинотеатр Yota Play (позднее — Okko), с 2013 года был главным исполнительным директором по цифровым продуктам «Почты России». Бочаров более 15 лет проработал в «Магните», прошёл путь от директора регионального магазина до создателя формата «Магнит Косметик», руководителя основного направления магазинов у дома и заместителя Сергея Галицкого. Будущих партнёров в начале 2010-х познакомил Илья Осколков-Ценципер, а в 2015 году они вместе занимались цифровизацией «Почты России».
Модель доставки из даркстора они впервые использовали в стартапе Smart.Space, который улучшал обслуживание в бизнес-центрах и жилых комплексах. В конце 2017 года в приложении одного из петербургских ЖК появилась онлайн-витрина «Магазинчик» с 15-минутной доставкой небольшого ассортимента продуктов и товаров повседневного спроса. Услуга оказалась востребованной, и с начала 2018 года партнёры начали развивать «Магазинчик» как отдельное приложение, которое стало первым специализированным сервисом доставки из дарксторов в России.
На запуск, разработку, аренду полноценного склада на 120 м², расширение ассортимента и рекламу партнёры потратили около 1 млн долларов личных средств и частных инвестиций. Осенью 2018 года «Магазинчик» привлёк ещё 1,5 млн долларов, расширил сеть до 5 дарксторов и вышел на 8000 заказов в месяц. В апреле 2019 года сервис сменил название на «Самокат». В июле группа ПИК Сергея Гордеева вложила в сервис 10 млн долларов за 27 % «Самоката», которые позволили компании выйти на московский рынок, открыть ещё 70 дарксторов и обслуживать более 100 тысяч заказов в неделю к концу года.
На фоне пандемии COVID-19 рынок экспресс-доставки продуктов и товаров для дома быстро рос. К маю 2020 года «Самокат» с 1 млн заказов в месяц обогнал «Пятёрочка Доставка» и «Vprok», став первым по числу доставок в стране. В интервью Бочаров говорил о росте компании в 3,5 раза в первые месяцы пандемии и найме сотен курьеров в неделю. Параллельно в апреле 2020 года совместное предприятие Mail.ru Group (позднее — VK) и Сбера выкупило 75,6 % «Самоката» у финансовых инвесторов проекта. При поддержке крупных технологических партнёров в 2020—2021 годах «Самокат» начал работать в 39 новых городах России и увеличил число дарксторов до тысячи.
В 2022 году Самокат был доступен в 62 городах, количество дарксторов возросло до 1433. В течение года Самокат также запустил и расширил линейку уходовой косметики. В этом же году Самокат начал доставлять свежесваренный кофе и горячую еду по Москве.
В 2023 году Самокат создал браузерный сервис заказа, в дополнение к уже существовавшему мобильному приложению.
В декабре 2024 года «Самокат» запустил игротеку «Лаборатория вкусов» в КидБурге в Москве, Санкт-Петербурге, Нижнем Новгороде и Новосибирске.
В марте 2025 года сервис в рамках партнерства с «Мегамаркетом» запустил доставку по клику с возможностью возврата одежды, обуви, электроники, книг, автотоваров и косметики люксовых брендов из ассортимента маркетплейса в нескольких городах, увеличив ассортимент товаров с 2500 до 30 000 позиций. Для новых товаров доступна доставка день в день или быстрая доставка от 15 минут, если они есть в наличии в дарксторе.

## Модель работы
«Самокат» использует сеть дарксторов площадью 180—220 м² в густонаселённых районах. Средний радиус зоны доставки даркстора составляет около 1,5 км, что позволяет доставлять заказы в течение 15—30 минут (в зависимости от зоны доставки). Заказ, сделанный пользователем в приложении для iOS или Android, комплектуют сборщики или администраторы (товароведы или директор) в дарксторе. Курьеры-партнёры доставляют заказы в основном пешком или на велосипедах, чтобы избежать пробок.
«Самокат» конкурирует с форматом магазина у дома и предлагает ассортимент товаров и продуктов различных категорий: бакалея, хлеб, овощи, мясо, снеки, бытовая химия, товары для дома, детей и животных.
С 2021 года «Самокат» предлагает расширенный ассортимент большого склада-хаба (от 1000 м²) с доставкой через даркстор. В феврале 2022 компания открыла онлайн-витрину «Самокат Бьюти» с более чем 7 тысячами SKU косметических товаров российских и иностранных производителей и социальное медиа «Студия Бьюти».
Технологическая платформа «Самоката» автоматизирует работу на уровне даркстора, доставки, помогает в прогнозировании объёма заказов. Например, программа отслеживает товарные остатки и сроки годности в дарксторах и помогает товароведам комплектовать заказы, алгоритмы рассчитывают количество заказов на неделю вперёд в каждом районе присутствия с учётом поведения пользователей и внешних факторов (погоды или дорожных работ), система контроля курьеров помогает управлять распределённой сетью доставки.
Весной 2024 года сервис тестировал функцию самовывоза заказа покупателями из дарксторов.

## Регионы деятельности
На ноябрь 2024 года Самокат представлен в 127 городах России.
С 3 июня 2020 года «Самокат» запустил доставку в Московскую и Ленинградскую области. С 2020 года компания начала работу в Казани и Нижнем Новгороде.
В 2021 году сервис заработал в Екатеринбурге, Перми, Краснодаре, Ростове-на-Дону, Челябинске, Уфе, Самаре, Воронеже, Тюмени, Тольятти, Новосибирске, Томске, Барнауле, Кемерове, Новокузнецке. В июле 2021 года «Самокат» заработал в Набережных Челнах и Ярославле, в ноябре — того же года в Рязани, Пензе, Калуге, Чебоксарах, в декабре этого же года — в Нижнекамске, Саратове, Брянске, Ульяновске, Магнитогорске, Липецке, Курске, Нижнем Тагиле, Коломне, Стерлитамаке, Кирове, Твери, Ижевске, Белгороде и Туле.
В феврале 2022 года «Самокат» открылся в Наро-Фоминске, Ногинске, Орехово-Зуево, Альметьевске, Владимире и Великом Новгороде.
С середины марта 2022 года по 4 апреля 2022 года «Самокат» закрыл доставку в 15 небольших городах России из-за экономического кризиса в стране. Также отмечается, что одной из проблем сервиса, повлиявшей на ситуацию, стал отъезд в США бывшего первого зампреда правления Сбербанка Льва Хасиса, который отвечал за направление фудтеха.
В ноябре 2022 года «Самокат» открылся в Оренбурге, Омске и Ставрополе.
В конце декабря 2022 года «Самокат» открылся в Иваново, Сочи, Саранске, Астрахани, Вологде, Смоленске и Череповце.
В октябре 2023 года «Самокат» открылся в Новороссийске, Старом Осколе и Сургуте.
В феврале 2024 года «Самокат» открылся в Геленджике.
В конце марта 2024 года «Самокат» открылся в Балаково, Кургане, Йошкар-Оле.
В апреле 2024 года «Самокат» открылся в Анапе, Петрозаводске, Геленджике, Костроме, Пскове.
В мае 2024 года «Самокат» открылся в Нефтеюганске, Нефтекамске, Обнинске и Салавате.
В апреле 2025 года открылся в Нижневартовске.

## Компания
Основной владелец «Самоката» — «О2О Холдинг», который консолидирует активы «Сбера» в сфере электронной коммерции, основатели и менеджмент компании имеют миноритарные доли. Акционерами холдинга выступают консорциум инвесторов и сам «Сбер», доля которого составляет менее 50 %. Головная компания сервиса, «Роборитейл», зарегистрирована в специальном административном районе на острове Октябрьский (Калининградская область). Ей принадлежат «Умное пространство» и «Умный ритейл» — операционная компания группы.
На ноябрь 2024 года «Самокат» работал в 127 городах России и управлял более чем 2000 дарксторами. С 2021 года сеть дарксторов «Самоката» — крупнейшая в Европе и США и уступает только китайскому сервису Miss Fresh.
За 2021 год «Самокат» выполнил 69,3 млн заказов (рост в 4 раза год к году), а оборот (GMV) за 2021 год вырос в 4,2 раза до 42,4 млрд рублей. В 2022 году по данным отраслевого обзора «Рейтинг INFOLine e-Grocery Russia TOP № 4 2022 год», онлайн-ритейлер выполнил 126,5 миллионов заказов — на 82 % больше, чем в прошлом году. По итогам года оборот (GMV) вырос на 95 % и достиг 82,5 миллиардов рублей.
В сентябре 2022 года занимал первое место на рынке e-grocery (по данным Data Insight) по количеству заказов, на него приходилось 35 % всех доставок в стране.
По результатам 2023 года оборот сервиса составил 165,3 млрд рублей. Среднее количество заказов в день в 2023 году выросло на 57 % — до 544 тыс. Средний чек повысился на 34 % и составил 833 рубля.
По итогам 2024 года оборот «Самоката» вырос год к году на 50,5 % и достиг 248,9 млрд рублей. Среднее количество выполненных заказов в день увеличилось на 30,7 % до 711 тысяч. Средний чек составил 956 рублей, показав динамику роста на 14,8 %.

## События
- В октябре 2021 года «Самокат» стал целью патентного троллинга со стороны находившейся в процедуре банкротства компании по аренде самокатов «Самокат шеринг систем». Последняя направила жалобу на нарушение авторских прав на наименование приложения в App Store, а «Самокат» ответил иском в адрес Apple, чтобы наверняка предотвратить удаление приложения сервиса из магазина. По словам представителей «Самоката», представитель «Самокат шеринг систем» рассчитывал получить компенсацию за отзыв своих претензий[60][61]. В рамках внесудебного соглашения между «Самокатом» и Apple была закреплена договорённость о том, что приложение сервиса будет сохранено в магазине приложений[62][63].
- В декабре 2021 года профсоюз «Курьер» придал огласку случаю двухмесячной задержки зарплаты 130 курьерам, которые сотрудничали с двумя петербургскими подрядчиками «Самоката». Компания прекратила сотрудничество с логистическими партнёрами и отметила, что подрядчики своевременно получали платежи, и о невыплатах курьерам известно не было[64][65]. Хотя пострадавшие курьеры не были сотрудниками «Самоката», а некоторые работали без договора, компания полностью погасила задолженность перед ними, о чём в январе сообщил профсоюз[66][67].
- В сентябре 2023 года в Санкт-Петербурге было зарегистрировано 170 случаев острой кишечной инфекции. Пострадавшие отравились готовой едой бренда «Green Box», купленной через сервис доставки «Самокат». В ходе лабораторных исследований в продукции была обнаружена сальмонелла[68][68][69].
- В июле 2025 года у пользователей сервиса доставки «Самокат» возникли проблемы с оформлением заказов через мобильное приложение и сайт[70].